# 加藤良治
加藤 良治（かとう りょうじ、1960年12月13日 - ）は、福岡県出身の元プロ野球選手（内野手）。

## 経歴
九州産業高では、通算打率．380をマークし、2年生のとき、福岡中部地区で遠投120メートルを投げた無類の強肩。超高校級のパワーがあった。2年夏の甲子園に同期の吉竹春樹らと出場。 
1978年オフに、ドラフト外で近鉄バファローズへ入団。一軍公式戦の出場がないまま、1980年限りで現役を引退。

## 詳細情報

### 年度別打撃成績
- 一軍公式戦出場なし

### 背番号
- 77 （1979年）
- 48 （1980年）